# Marija Orlova
Marija Sergeevna Orlova (in russo Мария Сергеевна Орлова?; Leningrado, 14 aprile 1988) è una skeletonista russa.

## Palmarès

### Mondiali
- 1 medaglia:
  - 1 bronzo (Winterberg 2015 nella gara a squadre)